# Kodiak Station (Alaska)
Kodiak Station es un lugar designado por el censo ubicado en el borough de Isla Kodiak en el estado estadounidense de Alaska. En el Censo de 2010 tenía una población de 1301 habitantes y una densidad poblacional de 16,24 personas por km².

## Geografía
Kodiak Station se encuentra en las coordenadas 57°45′57″N 152°36′0″O / 57.76583, -152.60000. Según la Oficina del Censo de los Estados Unidos, Kodiak Station tiene una superficie total de 80.11 km², de la cual 60.04 km² corresponden a tierra firme y (25.06%) 20.07 km² es agua.

## Demografía
Según el censo de 2010, había 1301 personas residiendo en Kodiak Station. La densidad de población era de 16,24 hab./km². De los 1301 habitantes, Kodiak Station estaba compuesto por el 85.93% blancos, el 2.61% eran afroamericanos, el 0.85% eran amerindios, el 1.31% eran asiáticos, el 0.23% eran isleños del Pacífico, el 1.38% eran de otras razas y el 7.69% pertenecían a dos o más razas. Del total de la población el 9.76% eran hispanos o latinos de cualquier raza.

## Localidades adyacentes
El siguiente diagrama muestra a las localidades más próximas a Kodiak Station.